# PowerPC G5

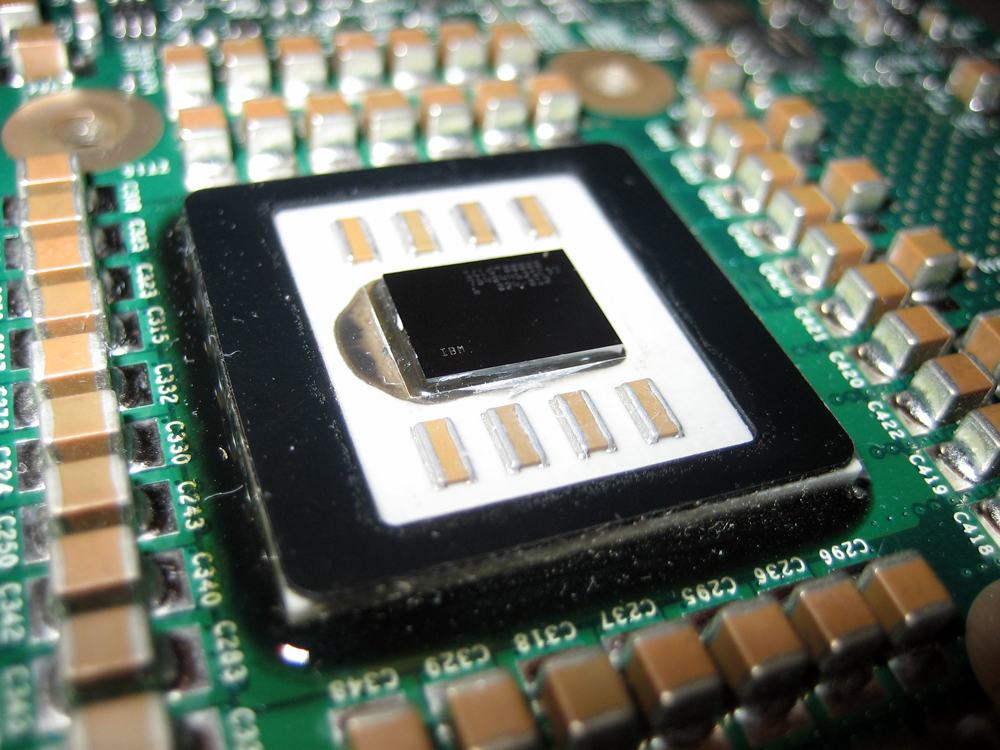
PowerPC 970FX

In informatica PowerPC G5 è il nome dato al PowerPC 970, ai PowerPC 970FX, ai PowerPC 970GX e PowerPC 970MP.
Si tratta di processori a 64 bit della famiglia PowerPC sviluppati da IBM, che li ha presentati nel 2002, utilizzati come CPU nei computer Power Mac G5 e negli iMac G5 di Apple Computer.
Il PowerPC 970 è costruito utilizzando una tecnologia a 130 nm e il PowerPC 970FX è costruito utilizzando una tecnologia a 90 nm.
Il microprocessore è formato da 58 milioni di transistor.
È basato sui processori Power4 sviluppati da IBM e include una unità di calcolo AltiVec.
Una caratteristica degna di nota del PowerPC G5 è la capacità di eseguire nativamente codice a 32 bit senza una riduzione delle prestazioni.
Seguendo le precedenti convenzioni, Apple ha rinominato il processore PowerPC 970 in G5, dato che si tratta della quinta generazione di un processore PowerPC.
Apple ha presentato le prime macchine nel giugno 2003 ma appena si è reso disponibile il processore PowerPC 970FX ha convertito la sua linea di computer a questo processore, principalmente per problemi di carattere energetico.
Essendo il 970FX sviluppato con una tecnologia a 90 nm dissipa una potenza inferiore al 970 e quindi si può utilizzare a frequenze più elevate.
Apple, nelle macchine PowerMac G5, ha utilizzato i PowerPC G5 in configurazione Dual, con processore singolo dual-core con frequenza da 2,0 e 2,3 GHz e in configurazione Quad, con due processori PowerPC G5 dual-core a 2,5 GHz.
I processori G5 sono stati utilizzati anche nei server Xserve a frequenze di 2,0, 2,3 GHz e negli iMac G5 con frequenze di 1,9 e 2,1 GHz.
Il successore del GameCube di Nintendo, il Nintendo Wii utilizza una variante del G5 chiamato IBM Broadway.
IBM ha sviluppato il processore 970MP con nome in codice di "Antares".
Il PowerPC 970MP è dotato di due processori integrati nello stesso contenitore e funziona a una frequenza di 2,5 GHz.
Questo chip utilizzerà inizialmente la tecnologia a 90 nm, per migrare poi verso quella a 65 nm.
È stato l'ultimo processore PowerPC usato da Apple nei suoi computer prima della migrazione ai processori Intel.